# لورنس مانينغ
لورنس مانينغ (بالإنجليزية: Laurence Manning)‏ هو كاتب خيال علمي وكاتب أمريكي، ولد في 20 يوليو 1899، وتوفي في 10 أبريل 1972.